# Raggio di Luna
Raggio di Luna, auch Moon Ray, eigentlich Mandy Ligios (* 1963) ist eine Popsängerin.

## Leben
Ligios kam in Frankreich als Tochter einer brasilianischen Mutter und eines griechischen Vaters zur Welt. Als Teenager sammelte sie erste Bühnenerfahrung als Musicaldarstellerin in Jesus Christ Superstar, Hair und Evita. Aus dieser Zeit stammt der Künstlername Moon Ray. Mitte der 1980er-Jahre war sie Mitglied im Ensemble des Musicals All That Jazz, mit dem sie in Europa auf Tournee ging.
Während eines Urlaubs in Italien lernte sie die beiden Musikproduzenten Aldo Martinelli und Fabrizio Gatto kennen. Gemeinsam entstand die Single Comanchero, für den die Sängerin den Namen Raggio di Luna – die italienische Übersetzung von „Moon Ray“ (deutsch Mondstrahl) – annahm.
Die Aufnahme erreichte Anfang 1985 im deutschsprachigen Raum und in ihrem Heimatland Frankreich die Top Ten der Verkaufslisten und hielt sich in Deutschland fünf Monate in den Charts. Sie gilt heute als Klassiker des Italo Disco. Die im selben Jahr erschienene Nachfolgesingle blieb ohne Erfolg.

## Diskografie
Singles
- 1984: Comanchero
- 1985: Viva
- 1986: Tornado Shout
- 2003: Comanchero (Tuareg vs. Raggio di Luna)